# Плавання на літніх Олімпійських іграх 2008 — естафета 4x200 метрів вільним стилем (чоловіки)
Змагання в естафеті 4x200 метрів вільним стилем серед чоловіків на Олімпіаді 2008 року проводилися 12 і 13 серпня у Пекінському національному плавальному комплексі.

## Медалісти
| Золото | Майкл Фелпс, Раян Лохте, Ріккі Беренс, Пітер Вандеркаай, Дейв Волтерс * Ерік Вендт * Кліт Келлер * США |
| Срібло | Микита Лобінцев, Євген Лагунов, Данило Ізотов, Олександр Сухоруков, Михайло Поліщук * Росія            |
| Бронза | Патрік Мерфі, Ґрант Гаккетт, Ґрант Брітс, Нік Ффрост, Керк Палмер * Лейт Броді * Австралія             |

 * -брали участь тільки в попередньому запливі

## Рекорди
До початку змагань, світовий і олімпійський рекорди були такими:
| Світовий рекорд     | Майкл Фелпс (1:45,36) Раян Лохте (1:45,86) Кліт Келлер (1:46,31) Пітер Вандеркаай (1:45,71) | 7:03,24 | Мельбурн, Австралія | 30 березня, 2007 |
| Олімпійський рекорд | Ян Торп (1:46,03) Майкл Клим (1:46,40) Тодд Пірсон (1:47,36) Білл Кірбі (1:47,26)           | 7:07,05 | Сідней, Австралія   | 19 вересня, 2000 |

Під час змагань в цій дисципліні були встановлені такі олімпійські або світові рекорди:
| Дата                | Заплив                                               | Спортсмен | Країна  | Час    | Рекорд |
| ------------------- | ---------------------------------------------------- | --------- | ------- | ------ | ------ |
| 12 серпня \|\|2     | Дейв Волтерс Ріккі Беренс Ерік Вендт Кліт Келлер     | США       | 7:04,66 | OR     |        |
| 13 серпня \|\|Фінал | Майкл Фелпс Раян Лохте Ріккі Беренс Пітер Вандеркаай | США       | 6:58,56 | OR, WR |        |

## Запливи

### Відбіркові
12 серпня 2008, з 19:54 за місцевим часом (UTC +8)
| Місце | Заплив | Країна                                                                  | 200 м   | 400 м   | 600 м   | Час                           |
| ----- | ------ | ----------------------------------------------------------------------- | ------- | ------- | ------- | ----------------------------- |
| 1     | 2      | Дейв Волтерс, Ріккі Беренс, Ерік Вендт, Кліт Келлер                     | 1:46,57 | 3:32,04 | 5:19,15 | 7:04,66 — олімпійський рекорд |
| 2     | 1      | Нікола Кассіо, Марко Белотто, Еміліано Брембілья, Массіміліано Росоліно | 1:48,76 | 3:34,58 | 5:21,04 | 7:07,84 — рекорд Європи       |
| 3     | 1      | Михайло Поліщук, Данило Ізотов, Микита Лобінцев, Олександр Сухоруков    | 1:48,54 | 3:35,78 | 5:22,62 | 7:07,86                       |
| 4     | 2      | Девід Кері, Ендрю Гантер, Росс Девенпорт, Роббі Ренвік                  | 1:46,47 | 3:33,35 | 5:20,50 | 7:07,89                       |
| 5     | 1      | Браян Джонс, Рік Сей, Адам Сіуі, Ендрю Херд                             | 1:47,44 | 3:34,68 | 5:21,73 | 7:08,04                       |
| 6     | 2      | Нік Ффрост, Ґрант Брітс, Керк Палмер, Лейт Броді                        | 1:47,47 | 3:34,31 | 5:21,33 | 7:08,41                       |
| 7     | 1      | Юсіхіро Окумура, Со Утіда, Ясунорі Мононобе, Хісато Мацумото            | 1:47,19 | 3:33,78 | 5:21,07 | 7:09,12 — рекорд Азії         |
| 8     | 2      | Жан Бассон, Даріан Таунсенд, Ян Вентер, Себастьян Руссо                 | 1:45,99 | 3:32,13 | 5:20,45 | 7:10,91 — рекорд Африки       |
| 9     | 2      | Домінік Колл, Давид Брандл, Флоріан Яништинь, Маркус Роган              | 1:47,72 | 3:34,17 | 5:24,65 | 7:11,45                       |
| 10    | 1      | Чжан Лінь, Чжан Еньцзянь, Сунь Ян, Ши Хаожань                           | 1:46,13 | 3:35,44 | 5:24,17 | 7:13,57                       |
| 10    | 1      | Клеман Лефер, Себастьян Боде, Мадлен Маттьє, Аморі Ліво                 | 1:48,34 | 3:37,81 | 5:27,68 | 7:13,57                       |
| 12    | 1      | Пауль Бідерманн, Бенджамін Штарке, Крістіан Кубуш, Штефан Гербст        | 1:47,48 | 3:35,99 | 5:25,27 | 7:13,92                       |
| 13    | 2      | Гергієв Кіш, Тамаш Керекьярто, Домінік Козма, Норберт Ковач             | 1:47,39 | 3:36,48 | 5:25,74 | 7:14,14                       |
| 14    | 2      | Лукаш Гасер, Лукаш Вуйт, Міхал Рокицький, Пшемислав Станчік             | 1:49,43 | 3:37,97 | 5:29,11 | 7:18,09                       |
| 15    | 2      | Андреас Зісімос, Ніколаос Ксілоуріс, Іоанніс Яннуліс, Васіліос Деметіс  | 1:49,05 | 3:38,58 | 5:27,54 | 7:18,26                       |
| 16    | 1      | Ніколас Олівейра, Родрігу Кастру, Філіп Моррісон , Лукаш Салатта        | 1:49,49 | 3:37,80 | 5:27,15 | 7:19,54                       |

### Фінал
13 серпня 2008, в 11:19 за місцевим часом
| Місце | Доріжка | Країна                                                                   | 200 м   | 400 м   | 600 м   | Час                       |
| ----- | ------- | ------------------------------------------------------------------------ | ------- | ------- | ------- | ------------------------- |
| 1     | 4       | Майкл Фелпс, Раян Лохте, Ріккі Беренс, Пітер Вандеркаай                  | 1:43,31 | 3:27,59 | 5:13,88 | 6:58,56 — світовий рекорд |
| 2     | 3       | Микита Лобінцев, Євген Лагунов, Данило Ізотов, Олександр Сухоруков       | 1:46,64 | 3:33,20 | 5:19,05 | 7:03,70 — рекорд Європи   |
| 3     | 7       | Патрік Мерфі, Ґрант Гаккетт, Ґрант Брітс, Нік Ффрост                     | 1:45,95 | 3:31,82 | 5:18,95 | 7:04,98                   |
| 4     | 5       | Марко Белотто, Еміліано Брембілья, Массіміліано Росоліно, Філіппо Маньін | 1:47,37 | 3:34,70 | 5:21,23 | 7:05,35                   |
| 5     | 2       | Колін Рассел, Браян Джонс, Брент Гейден, Ендрю Херд                      | 1:46,89 | 3:34,50 | 5:18,92 | 7:05,77                   |
| 6     | 6       | Девід Кері, Ендрю Гантер, Роббі Ренвік, Росс Девенпорт                   | 1:46,78 | 3:33,51 | 5:19,67 | 7:05,92                   |
| 7     | 1       | Юсіхіро Окумура, Со Утіда, Ясунорі Мононобе, Хісато Мацумото             | 1:46,61 | 3:33,97 | 5:21,69 | 7:10,31                   |
| 8     | 8       | Жан Бассон, Даріан Таунсенд, Ян Вентер, Себастьян Руссо                  | 1:46,67 | 3:33,91 | 5:23,47 | 7:13,02                   |